# Proitosz
Proitosz (görög betűkkel: Προῖτος) a görög mitológiában tirünszi király Argoliszban, Abasz és Aglaia fia, Akrisziosz ikertestvére, A Proitidák (Lüszippé, Iphianassza és Iphinoé) és Megapenthész apja.
Proitosz és Akrisziosz már anyjuk hasában is civódtak egymással (más változat: Akrisziosz meggyűlölte fivérét, mikor az elcsábította leányát, Danaét). Apjuk halála után a két testvér között viszály támadt az argoliszi trónért. Ebben a harcban Proitosz vereséget szenvedett, és Lükiába menekült Iobatész királyhoz (más változat: Amphianaxhoz menekült), feleségül vette annak Sztheneboia nevű leányát (más változat: Anteiát vette feleségül), és apósa segítségével ismét hadat indított Akrisziosz ellen. Hosszan tartó háborúskodás után egyezséget kötöttek: Akrisziosz maradt Argosz királya, Proitosz pedig megkapta Tirünsz trónját. Neki tulajdonítják a várost övező erődfalak építését: a munkát kérésére a küklópszok végezték el (lásd ciklopfalazás). Lehetséges, hogy a mítoszban - történelmi tény - a kréta-mükénéi kor fejedelmeinek hatalmi vetélkedése tükröződik. Proitosz és Akrisziosz háborúja során találták fel a pajzsot. Proitosszal kapcsolatos még a mítosz Bellerophontészről, aki, miután elűzték Korinthoszból, Argoliszban élt. A visszautasított Sztheneboia bevádolta Bellerophontészt Proitosznál, aki elhitte feleségének, hogy Bellerophontész az erényére tört, elküldte hát az ifjút Iobatészhez egy levéllel, melyben az átadó meggyilkolását kérte. Ugyancsak Proitosszal függ össze egy mítosz A Proitidákról és Melampusz jósról, aki kigyógyította a leányokat tébolyukból, ezért ő és fivére, Biasz jutalmul megkapták Proitosz országának egy-egy részét. Melampusz és Biasz Proitosz leányait, Lüszippét és Iphianasszát vette feleségül. Ovidius úgy kerekítette ki a mítoszt, hogy Argosz ostroma idején Perszeusz a Gorgó-fő felmutatásával kővé változtatta Proitoszt.